# Ahmad Paixà Bursali
Ahmad Paixà Bursali (en turc Bursalı Ahmed Paşa - mort 1496/1497) fou el segon poeta turc més important de la segona meitat del segle xv. Va ocupar diversos càrrec com a cadi i després com a sandjak beyi (a Tir, Ankara i Bursa). Va prendre part en la batalla d'Aghačayiri contra els mamelucs el 17 d'agost de 1488. Va compondre diversos poemes i un himne fúnebre, i va estar influït per la poesia persa. El seu diwan fou compilat per orde de Baiazet II.